# Zdeněk Šindler
Zdeněk Šindler (18. srpna 1935, Podmokly – 29. srpna 2013, Kladno) byl hokejista a především úspěšný hokejový trenér.

## Kariéra

### Hráčská kariéra
V mládežnickém věku se věnoval aktivní hráčské kariéře. V letech 1953–56 byl hráčem kladenského A-týmu. Později působil v ČH Bratislava, B-týmu Kladna, krátce hrál hokej také v Lánech a Unhošti.

### Trenérská kariéra
V roce 1971 absolvoval FTVS v Praze, obor Lední hokej. Již během studia se začal věnovat trénování mládeže.
Větší část jeho kariéry je spojena s mládežnickým hokejem. V Kladně prošel od nejmladších celků až k mladšímu a později staršímu dorostu. V roce 1969 dosáhl kladenský dorost pod jeho vedením titulu mistra republiky. S mládeží v Kladně získal i další cenné trofeje. Nespočet kladenských odchovanců nastupovalo v mládeži pod taktovkou trenéra Šindlera.
Působil rovněž jako hlavní trenér u mládežnické reprezentace v 70. a 80. letech. Vedl celky 16, 17 a 18letých.[zdroj?] S výběrem osmnáctiletých se v roce 1984 stal mistrem světa,[zdroj?] když mužstvo porazilo velmi silný tým SSSR.
Aktivně působil i u seniorského hokeje. V 1. lize vedl mužstvo Mladé Boleslavi a Berouna. V 80. letech pracoval jako asistent trenéra Jaroslava Volfa u kladenského áčka. Na počátku 90. let odešel na úspěšné zahraniční angažmá do Dánska. Po konci sezony 1996/97 se vrátil a ujal se tehdy druholigové Kadaně. V následující sezoně se Kadani pod jeho vedením velmi dařilo, mužstvo mělo za cíl vyhrát druhou ligu a postoupit do ligy první. V listopadu 1997 byl Zdeněk Šindler osloven vedením kladenského hokeje, aby se ujal beznadějně posledního Kladna a pomohl mu zachránit se v extralize. Kladenský tým tehdy vedl Jan Novotný a Zdeňku Šindlerovi připadalo nekolegiální se „tlačit“ na jeho místo. Když však Šindlerův kamarád a současně prezident Kladna Jaromír Jágr řekl, že Jan Novotný byl od týmu již odvolán a Kladno je nyní bez kouče, tak se kladenský srdcař rozhodl, že mužstvo, ve kterém je celá řada jeho odchovanců, povede v extralize. Současně si však vyžádal, že bude i nadále trenérem A-týmu v Kadani, ve které by rád dokončil předsezónní cíle. Kladno se pod novým trenérem zvedlo a extraligu nakonec uhájilo a Kadaň se po vítězství druhé ligy a následné baráži skutečně stala prvoligovým klubem. O poznání komplikovanější byla sezona 1998/1999. Zdeněk Šindler se dohodl, že v tomto ročníku povede seniory z Kladna. V září 1998 ho však potkaly vážné zdravotní problémy, na jeho místo byl dočasně povolán kouč juniorů Otakar Vejvoda st. Zdravotní problémy však přetrvávaly a znamenaly by delší absenci, proto se Zdeněk Šindler v říjnu rozhodl dobrovolně odstoupit z pozice hlavního trenéra. Od prosince se pak ujal právě juniorského celku, který vedl do konce ročníku 2000/2001. K áčku se v Kladně vrátil ještě jednou. Po sestupu Kladna v roce 2002 se týmu ujal trenér Zdeněk Müller, který si pro následující prvoligový ročník zvolil za poradce právě Zdeňka Šindlera. Po postupu do nejvyšší soutěže pak tuto funkci Zdeněk Šindler zastával ještě v sezoně 2003/2004. Po této sezoně, ve které Kladno bez problémů uhájilo pozici nováčka v nejvyšší soutěži a skončilo na 9. místě, ukončil Zdeněk Šindler svou bohatou trenérskou kariéru.
V průběhu bohaté trenérské kariéry byl také členem metodické komise svazu ledního hokeje Československé republiky a lední hokej přednášel na Fakultě tělovýchovy a sportu v Praze.